# جامبی (ترانه)
جامبی (به انگلیسی: Jambi) نام تک‌آهنگی از گروه تول است که در ۱۲ فوریه ۲۰۰۷ منتشر شد و تا جایگاه هفتم ترانه‌های پر رونق راک و ۲۳اُم ترانه‌های مدرن راک بالا آمد. در سال ۲۰۰۸ نیز نامزد دریافت جایزه گرمی بهترین اجرای هارد راک شده بود که نتوانست برنده شود و آهنگ «The Pretender» از گروه فو فایترز جایزه را از آن خود کرد.
آدام جونز در طی نواختن سولوی این آهنگ از یک افکت تالک باکس استفاده می‌کند.
دنی کری درامر گروه جایی عنوان کرده بود که ایدهٔ این آهنگ هنگام نواختن بیس توسط بیسیست گروه، جاستین چنسلر، آمده که او را به یاد یک برنامهٔ تلویزیونی در دوران کودکی‌اش انداخته بود.